# Música da Espanha
A música da Espanha se desenvolveu a partir de influências múltiplas, inclusive árabes, cristãs, romanas, bascas e catalãs. Embora caminhasse junto às evoluções da música no restante da Europa, a música espanhola conseguia, em maior ou menor grau, incorporar elementos locais em sua produção musical.

## História

### Elementos fundamentais
A Espanha, bem como a Península Ibérica em geral, possui elevada diversidade étnica, incluindo os bascos e os catalães. Além disso, sofreu influência das diversas culturas que já a dominaram. O processo de romanização no país foi tão intenso que mesmo os invasores visigodos acabaram influenciados pela cultura do Império Romano. As invasões árabes no século VIII e a posterior cristianização da península também impactaram na formação cultural da região.
Não há registros musicais em abundância dos primeiros séculos do segundo milênio na Espanha, mas o material que restou permitiu aos pesquisadores concluírem que a influência árabe foi um fato, embora eles divirjam sobre o tamanho desta influência.
A polifonia já era adotada na Espanha desde o século XII, o que se comprovou num manuscrito de Santiago de Compostela datado dessa época, fazendo do local um dos primeiros da Europa a adotarem a técnica. Registros das cortes de Aragão, Castela e Navarra mostram que o país também contribuiu para o desenvolvimento da música polifônica. No século XVI, a Espanha mantinha estreitas relações culturais com sua vizinha França e com a corte papal em Roma.

### Liturgia e Renascença: do século VI ao XVI
Entre os séculos século VI e VIII, a Espanha desenvolveu uma forma singular de liturgia, ora classificada como visigótica, ora como moçárabe. Essa liturgia hispânica reunia elementos dos ritos siríaco oriental, milanês e galicano.
O rito hispânico foi abolido oficialmente em 1077 por Afonso VI, mas nunca desapareceu de fato, sendo mantido em locais como Toledo até pelo menos o século XX, mesmo durante os períodos de reconquista cristã. Em Braga e Coimbra, hoje pertencentes a Portugal, o rito também persistiu até o século XI. A região da Catalunha, sob domínio carolíngio no século IX, foi uma exceção à adoção do rito hispânico.
Alguns manuscritos indicam que o processo de substituição do rito romano pelo hispânico aconteceu antes do que se acreditava, enquanto outros registram que manuscritos não-romanos ainda eram reproduzidos até um período bem tardio. Gonzalo de Berceo, o primeiro poeta castelhano no século XIII, adotou o vocabulário do rito hispânico em sua obra. O teatro litúrgico era praticado desde cedo na Espanha e até o século XX ainda era realidade na porção oriental do país.

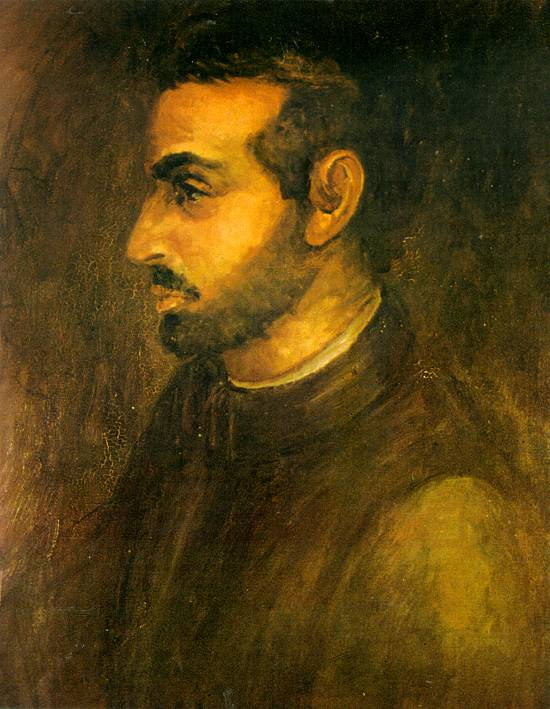
Juan de Anchieta

No século XV, músicos nascidos na Espanha estudavam e trabalhavam em outros locais, como Juan Cornago, que atuou no Reino de Nápoles. Outro exemplo notório é Ramos de Pareja, cujos preceitos desafiavam as teorias então vigentes na academia, embora estivessem harmonizados com a música que era, de fato, praticada. Nessa época, a forma mais comum de composição era o vilancete e alguns músicos notórios deste período, além de Juan, eram Juan de Anchieta e Francesco de Penalosa. Nessa época, a vihuela era um instrumento ostensivamente cultuado na Espanha.
No século seguinte, os músicos espanhóis de alto nível eram muitos e a música produzida no local era considerada sem igual, e essa época foi impulsionada pelas escolas da Castela, Catalunha-Aragão e Andaluzia. Desta última, destacam-se nomes como Pedro Fernández de Castilleja, Juan Navarro, Francisco Guerrero, Cristóbal de Morales e Juan Vásquez.
Já das outras duas, são notórios Juan Escribano, Bartolomé de Escobedo, Francisco Soto de Langa e Luiz de Victoria (Castela) e Melchor Robledo, Sebastián Aguilera de Herodia, Mateo Flecha e Joan Brudieu (Catalunha-Aragão).

### Romantismo: século XIX e primeiras décadas do século XX
Os compositores românticos espanhóis produziam música condizente com o estilo dos demais países do oeste europeu, mas adicionavam notáveis elementos locais ao som. Desta época, destacam-se os compositores Juan Crisóstomo Arriaga e Manuel García.

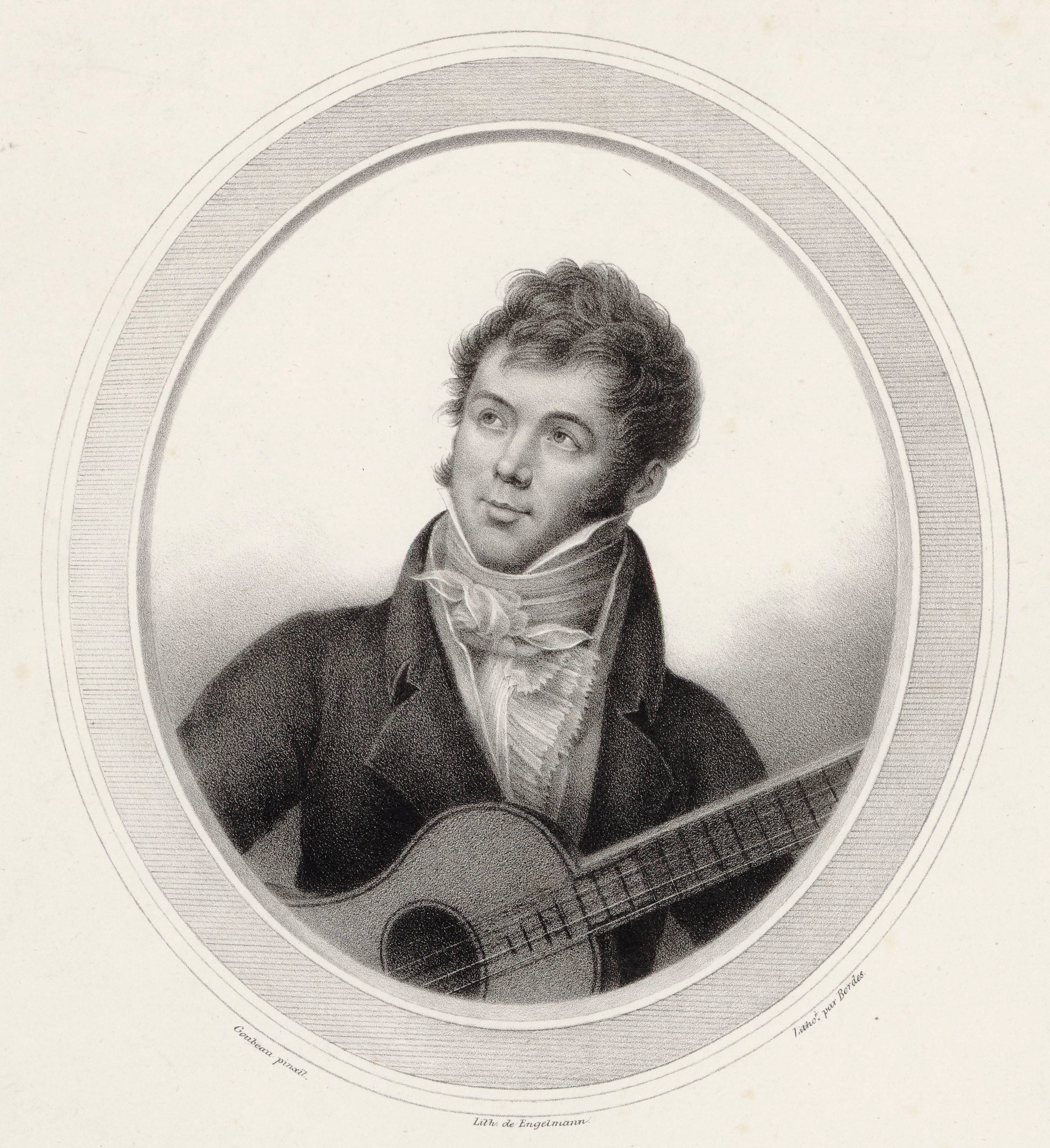
Fernando Sor

Foi no século XIX também que a guitarra clássica ganhou espaço de destaque na música espanhola, nas mãos principalmente de compositores como Fernando Sor, Dionisio Aguado, Andrés Segovia, Jesus Monasterio, Pablo de Sarasate e Pablo Casals. A maior figura da música espanhola no século XIX, segundo alguns, é Felipe Pedrell..
Em termos de ópera, os compositores espanhóis eram bastante influenciados pelos colegas da Itália e na Alemanha, sendo exemplos Ramón Carnicer, Baltasar Saldoni, Mariano Soriano Fuertes e Hilarión Eslava. Contudo, outros compositores viram na zarzuela uma possibilidade de desenvolver um estilo mais particular. Seguiu este caminho o compositor Ansenjo Barbieri.
As escolas musicais que atingiram seu ápice no século XVI passaram por um ressurgimento no século XIX, em especial a escola castila, impulsionada por José Anselmo Clavé, e a basca, puxada por Frederico Olmeda, sendo as escolas de valenciana, basca e madrilena também relevantes na época.
A virada dos séculos XIX e Século XX tem Isaac Albéniz e Enrique Granados como expoentes da música espanhola. Embora nascidos no século XIX, alguns músicos fizeram suas carreiras na primeira metade do século seguinte e são associados apenas a este, portanto: Manuel de Falla, Joaquín Turina, Oscar Esplá, Roberto Gerhard.
Manuel de Falla foi talvez o mais influente, afetando trabalhos de compositores como Manuel Blancafort, Frederico Mompou, Joaquín Rodrigo, Mauricio Ohana e os irmãos Rodolfo e Ernesto Halffter.

### Dos anos 1930 à atualidade
Os compositores posteriores a Manuel de Falla mantiveram os elementos espanhóis em segundo plano em favor de uma integração com o que estivesse sendo desenvolvido na Europa, especialmente a música da escola parisiense e de Ígor Stravinski. Esse processo foi mais intenso na cosmopolita Barcelona do que em Madri, com José Cercos, Xavier Berenguel e Narciso Bonet se tornando expoentes da cidade catalã.

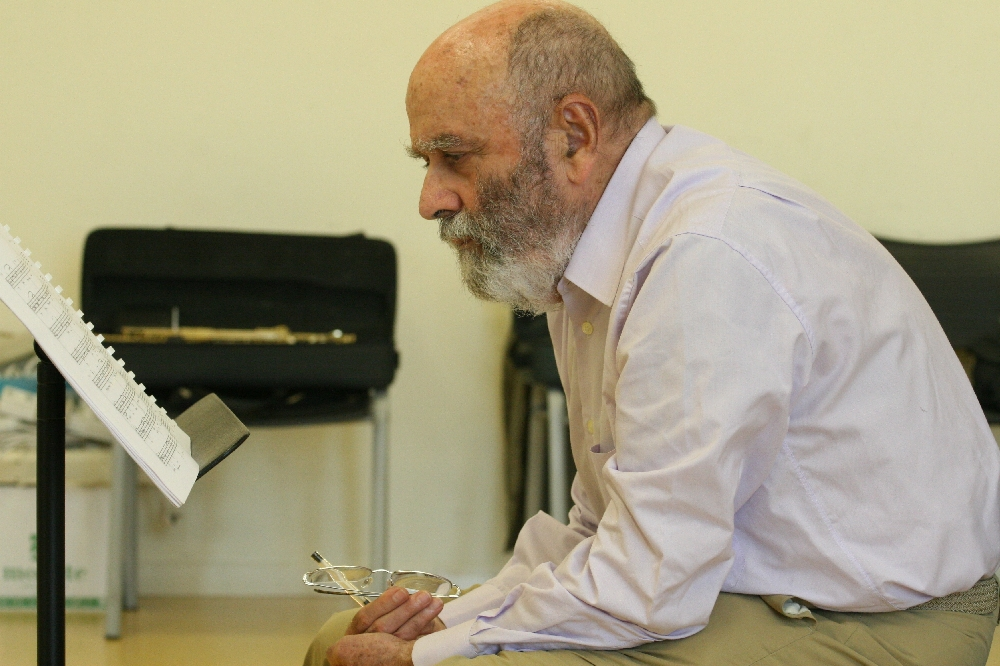
Luis de Pablo

Na capital espanhola, surgiu um grupo de compositores que englobava, entre outros, Cristóbal Halffter (tio dos irmãos Rodolfo e Ernesto), Ramon Barce, Luis de Pablo, Alberto Blancafort e Manuel Moreno Buendia.